# Hubošovce
Hubošovce (a místní část Jur) jsou obec na Slovensku v okrese Sabinov. Obec Hubošovce se skládá ze dvou částí, které prošly samostatným historickým vývojem. První písemná zmínka o obci pochází z roku 1435.

## Geografie

### Poloha
Obec leží v severovýchodní části Spišsko-šarišského mezihoří v údolí potoka Dzikov v povodí Torysy. Pahorkatinový povrch obce má nadmořskou výšku v rozmezí 316–696 m, střed obce leží ve výšce 355 m n. m. Obec je vzdálena 12 km od Sabinova a 13 km od Prešova. Jižně od obce leží Jur. Odlesněné území je tvořeno karpatským flyšem, ze kterého v jižní části vystupuje vypreparovaný andezitový sopouch – Lysá Stráž (696,6 m n. m.). Jednou z dominant obce je kamenolom.

### Sousední obce
Obec sousedí:
| Bodovce | Ratvaj     |       |
| Uzovce  |            | Terňa |
|         | Gregorovce |       |

## Historie
První písemná zmínka o obci pochází z roku 1409 jako o Kysfalu a patřila rodu Tekule. V roce 1427 obec platila daň z 18 port. Přibližně ve stejné době se v obci usadili příslušníci rodu Gombosů, kteří byli s krátkými přestávkami pány panství až do 19. století a po nichž byla obec pojmenována Gombosfalva v roce 1435. Pozdější názvy Gombosovez v roce 1773), Gombossawce v roce 1786), Gombošovce v roce 1920) a od roku 1948 se nazývají Hubošovce; maďarsky Gombosfalu-Szentgyörgy. V roce 1787 žilo v 39 domů 367 obyvatel, v roce 1828 žilo 398 obyvatel v  47 domech. Do roku 1918 patřila obec k Šarišské župě k Uherskému království, poté se stala součástí Československa a následně Slovenska. V době Československé republiky bylo hlavním zdrojem obživy obyvatel zemědělství.
Svätý Jur byl až do konce 19. století samostatnou obcí. První písemná zmínka pochází z roku 1307, kde je uváděn jako Sanctus Georgius. Svätý Jur založili zemané maďarského původu Tekulovci (Tekule), kteří zde přišli v rámci politicko-správního obsazování Uherského království. V roce 1600 byla v obci kostel, fara, škola a čtyři obyvané poddanské domy. V roce 1787 žilo v sedmi domech 71 obyvatel, v roce1828 žilo v obci 80 obyvatel v devíti domech.

## Znak
Blason: V modro-červeně děleném štítě v horní polovině dva proti sobě stojící stříbrní jeleni ve zlaté zbroji, v dolní polovině na vzpínajícím se stříbrném koni sedící stříbrný rytíř – svatý Jiří – se zlatou přilbou držící levou rukou stříbrné kopí s hrotem zabodnutým do těla obráceného zlatého draka bez křídel.
Znak vychází z pečetí obce Hbušovce z roku 1787 a Svätý Jur z roku 1786, které jsou sloučené do jednoho znaku.